# وربور
وربور (به لاتین: Varbevere) یک روستا در استونی است که در دهستان پالاموسه واقع شده‌است.

## خصوصیات
وربور ۶۳ نفر جمعیت دارد.